# Kristoffer Klaesson
Kristoffer-August Sundquist Klaesson (ur. 27 listopada 2000 w Oslo) – norweski piłkarz występujący na pozycji bramkarza w Viking FK. Wychowanek Strømmen IF, w trakcie swojej kariery grał także w takich zespołach, jak Vålerenga Fotball, Leeds United, Raków Częstochowa oraz Aarhus GF. Młodzieżowy reprezentant Norwegii.